# مسابقات فرمول یک فصل ۲۰۱۴
مسابقات فرمول یک فصل ۲۰۱۴ شصت و پنجمین فصل مسابقات فرمول یک بود که در سال ۲۰۱۴ برگزار شد. مسابقات این فصل در تاریخ ۱۶ مارس در ملبورن آغاز شد و در ۲۳ نوامبر در ابوظبی به پایان رسید. در نوزده مرحلهٔ برگزار شده در این فصل، یازده تیم و بیست و چهار راننده شرکت کردند. در این فصل، برای نخستین بار پس از سال ۱۹۹۴، یک حادثهٔ مرگبار رخ داد و ژول بیانچی بر اثر جراحات وارده در مسابقهٔ ژاپن، پس از کمای نُه ماهه، در ۱۷ ژوئیه ۲۰۱۵ درگذشت.
در پایان این فصل، لوئیس همیلتون از تیم مرسدس، با ۳۸۴ امتیاز و ۱۱ پیروزی، برای دومین بار قهرمان شد. هم‌تیمی او، نیکو رزبرگ با ۳۱۷ امتیاز و ۵ پیروزی دوم شد و دنیل ریکاردو از تیم ردبول با ۲۳۸ امتیاز در جای سوم ایستاد. تیم مرسدس نیز برای نخستین بار با ۷۰۱ امتیاز قهرمان شد.

## تیم‌ها و رانندگان
تیم‌ها و رانندگان زیر در مسابقات فصل ۲۰۱۴ شرکت کردند:
| Nat.           | تیم                      | سازنده            | خودرو              | موتور                 | تایر | ش.         | Nat.                                                                | رانندگان مسابقه‌ای                                      | مرحله‌ها                    | ش.    | Nat.                                 | رانندگان آزمایشی                         |
| -------------- | ------------------------ | ----------------- | ------------------ | --------------------- | ---- | ---------- | ------------------------------------------------------------------- | ------------------------------------------------------ | -------------------------- | ----- | ------------------------------------ | ---------------------------------------- |
| مالزی          | کترهم اف۱                | کترهم-رنو         | سی‌تی۰۵             | رنو انرژی اف۱–۲۰۱۴    | P    | ۹ ۴۶ ۱۰ ۴۵ | سوئد · بریتانیای کبیر · ژاپن · آلمان                                | مارکوس اریکسون ویل استیونز کاموئی کوبایاشی آندره لوترر | ۱–۱۶ ۱۹ ۱–۱۱، ۱۳–۱۶، ۱۹ ۱۲ | ۴۵ ۴۶ | ایالات متحده آمریکا · اسپانیا · هلند | الکساندر روسی روبرتو مری روبین فراینز    |
| ایتالیا        | اسکودریا فراری           | فراری             | اف۱۴ تی            | فراری ۰۵۹/۳           | P    | ۷ ۱۴       | فنلاند · اسپانیا                                                    | کیمی رایکونن فرناندو آلونسو                            | همه                        | —     | —                                    | —                                        |
| هند            | صحرا فورس ایندیا اف۱     | فورس ایندیا-مرسدس | وی‌جی‌ام۰۷           | مرسدس پی‌یو۱۰۶آ هیبرید | P    | ۱۱ ۲۷      | مکزیک · آلمان                                                       | سرخیو پرز نیکو هالکنبرگ                                | همه                        | ۳۴    | اسپانیا                              | دانیل خونکادیا                           |
| بریتانیای کبیر | لوتوس اف۱                | لوتوس-رنو         | ای۲۲               | رنو انرژی اف۱–۲۰۱۴    | P    | ۸ ۱۳       | فرانسه · ونزوئلا                                                    | رومن گروژان پاستور مالدونادو                           | همه                        | ۳۰ ۳۱ | فرانسه · فرانسه                      | شارل پیک استبان اوکون                    |
| روسیه          | ماروسیا اف۱              | ماروسیا-فراری     | ام‌آر۰۳             | فراری ۰۵۹/۳           | P    | ۴ ۴۲ ۱۷ ۴۲ | بریتانیای کبیر · ایالات متحده آمریکا · فرانسه · ایالات متحده آمریکا | مکس چیلتون الکساندر روسی ژول بیانچی الکساندر روسی      | ۱–۱۶ ۱۲ ۱–۱۵ ۱۶            | ۴۲    | ایالات متحده آمریکا                  | الکساندر روسی                            |
| بریتانیای کبیر | مک‌لارن مرسدس             | مک‌لارن-مرسدس      | ام‌پی۴–۲۹           | مرسدس پی‌یو۱۰۶آ هیبرید | P    | ۲۰ ۲۲      | دانمارک · بریتانیای کبیر                                            | کوین مگنوسن جنسون باتن                                 | همه                        | —     | —                                    | —                                        |
| آلمان          | مرسدس ای‌ام‌جی پتروناس اف۱ | مرسدس             | اف۱ دبلیو۰۵ هیبرید | مرسدس پی‌یو۱۰۶آ هیبرید | P    | ۶ ۴۴       | آلمان · بریتانیای کبیر                                              | نیکو رزبرگ لوئیز همیلتون                               | همه                        | —     | —                                    | —                                        |
| اتریش          | اینفینیتی ردبول ریسینگ   | ردبول-رنو         | آربی۱۰             | رنو انرژی اف۱–۲۰۱۴    | P    | ۱ ۳        | آلمان · استرالیا                                                    | سباستین فتل دنیل ریکاردو                               | همه                        | —     | —                                    | —                                        |
| سوئیس          | ساوبر اف۱                | ساوبر-فراری       | سی۳۳               | فراری ۰۵۹/۳           | P    | ۲۱ ۹۹      | مکزیک · آلمان                                                       | استبان گوتیرز آدریان زوتیل                             | همه                        | ۳۶ ۳۷ | هلند · روسیه · هنگ کنگ               | گیدو فن‌در گارده سرگی سیروتکین ادرلی فونگ |
| ایتالیا        | اسکودریا تورو روسو       | تورو روسو-رنو     | اس‌تی‌آر۹            | رنو انرژی اف۱–۲۰۱۴    | P    | ۲۵ ۲۶      | فرانسه · روسیه                                                      | ژان اریک ورن دنیل کیات                                 | همه                        | ۳۸    | هلند                                 | مکس ورشتاپن                              |
| بریتانیای کبیر | ویلیامز مارتین ریسینگ    | ویلیامز -مرسدس    | اف‌دبلیو۳۶          | مرسدس پی‌یو۱۰۶آ هیبرید | P    | ۱۹ ۷۷      | برزیل · فنلاند                                                      | فلیپه ماسا والتری بوتاس                                | همه                        | ۴۰ ۴۱ | برزیل · بریتانیای کبیر               | فلیپه نسر سوسی ولف                       |
| منبع:          |                          |                   |                    |                       |      |            |                                                                     |                                                        |                            |       |                                      |                                          |

### تغییر رانندگان
| راننده           | جدا شده از             | پیوسته به      |
| ---------------- | ---------------------- | -------------- |
| فلیپه ماسا       | فراری                  | ویلیامز        |
| کیمی رایکونن     | لوتوس                  | فراری          |
| پاستور مالدونادو | ویلیامز                | لوتوس          |
| مارک وبر         | ردبول                  | بازنشسته       |
| دنیل ریکاردو     | تورو روسو              | ردبول          |
| دنیل کیات        | مسابقات جی‌پی۳          | تورو روسو      |
| سرخیو پرز        | مک‌لارن                 | فورس ایندیا    |
| کوین مگنوسن      | مسابقات فرمول رنو      | مک‌لارن         |
| نیکو هالکنبرگ    | ساوبر                  | فورس ایندیا    |
| پل دی‌رستا        | فورس ایندیا            | مسابقات دی‌تی‌ام |
| آدریان زوتیل     | فورس ایندیا            | ساوبر          |
| کاموئی کوبایاشی  | مسابقات جهانی استقامتی | کترهم          |
| مارکوس اریکسون   | مسابقات جی‌پی۲          | کترهم          |
| گیدو فن‌در گارده  | کترهم                  | ساوبر (ذخیره)  |
| شارل پیک         | کترهم                  | لوتوس (ذخیره)  |

## تقویم فصل

کشورهای میزبان یک مسابقه در سال ۲۰۱۴ به رنگ سبز و میزبان‌های پیشین به رنگ صورتی نمایش یافته‌اند.

نوزده مسابقهٔ زیر در فصل ۲۰۱۴ برگزار شد.
| دور    | جایزه بزرگ                | Nat.                | پیست                                    | تاریخ      |
| ۱      | جایزه بزرگ استرالیا       | استرالیا            | پیست جایزه بزرگ ملبورن، ملبورن          | ۱۶ مارس    |
| ۲      | جایزه بزرگ مالزی          | مالزی               | پیست بین‌المللی سپانگ، کوالا لامپور      | ۳۰ مارس    |
| ۳      | جایزه بزرگ بحرین          | بحرین               | پیست بین‌المللی بحرین، بر صخیر           | ۶ آوریل    |
| ۴      | جایزه بزرگ چین            | چین                 | پیست بین‌المللی شانگهای، شانگهای         | ۲۰ آوریل   |
| ۵      | جایزه بزرگ اسپانیا        | اسپانیا             | پیست بارسلونا-کاتالونیا، بارسلون        | ۱۱ مه      |
| ۶      | مسابقات جایزه بزرگ موناکو | موناکو              | پیست موناکو، مونت‌کارلو                  | ۲۵ مه      |
| ۷      | جایزه بزرگ کانادا         | کانادا              | پیست ژیل وینوو، مونترآل                 | ۸ ژوئن     |
| ۸      | جایزه بزرگ اتریش          | اتریش               | پیست ردبول، Spielberg                   | ۲۲ ژوئن    |
| ۹      | جایزه بزرگ بریتانیا       | بریتانیای کبیر      | پیست سیلورستون، سیلورستون               | ۶ ژوئیه    |
| ۱۰     | جایزه بزرگ آلمان          | آلمان               | هوکنهایم‌رینگ، هوکنهایم                  | ۲۰ ژوئیه   |
| ۱۱     | جایزه بزرگ مجارستان       | مجارستان            | هونگارورینگ، بوداپست                    | ۲۷ ژوئیه   |
| ۱۲     | جایزه بزرگ بلژیک          | بلژیک               | پیست اسپا-فرانکورشمپ، ستوولو            | ۲۴ اوت     |
| ۱۳     | جایزه بزرگ ایتالیا        | ایتالیا             | اوتودرومه نازیوناله مونتزا، مونتزا      | ۷ سپتامبر  |
| ۱۴     | جایزه بزرگ سنگاپور        | سنگاپور             | پیست خیابانی خلیج مارینا، سنگاپور       | ۲۱ سپتامبر |
| ۱۵     | جایزه بزرگ ژاپن           | ژاپن                | پیست سوزوکا، سوزوکا، میه                | ۵ اکتبر    |
| ۱۶     | جایزه بزرگ روسیه          | روسیه               | سوچی اوتودروم، سوچی                     | ۱۲ اکتبر   |
| ۱۷     | جایزه بزرگ آمریکا         | ایالات متحده آمریکا | پیست آمریکا، آستین، تگزاس               | ۲ نوامبر   |
| ۱۸     | جایزه بزرگ برزیل          | برزیل               | اوتودرومو ژوسه کارلوس پاسه، سائو پائولو | ۹ نوامبر   |
| ۱۹     | جایزه بزرگ ابوظبی         | امارات متحده عربی   | پیست یاس مارینا، ابوظبی                 | ۲۳ نوامبر  |
| منابع: |                           |                     |                                         |            |

## نتایج

### رده‌بندی رانندگان
به ۱۰ رانندهٔ برتر هر مسابقه بر اساس جدول زیر امتیاز داده شد:
| جایگاه | اول | دوم | سوم | چهارم | پنجم | ششم | هفتم | هشتم | نهم | دهم |
| امتیاز | ۲۵  | ۱۸  | ۱۵  | ۱۲    | ۱۰   | ۸   | ۶    | ۴    | ۲   | ۱   |

| جایگاه | راننده           | استرالیا | مالزی  | بحرین  | چین    | اسپانیا | موناکو | کانادا | اتریش  | بریتانیا | آلمان  | مجارستان | بلژیک  | ایتالیا | سنگاپور | ژاپن   | روسیه  | آمریکا | برزیل  | امارات‡ | امتیاز |
| ------ | ---------------- | -------- | ------ | ------ | ------ | ------- | ------ | ------ | ------ | -------- | ------ | -------- | ------ | ------- | ------- | ------ | ------ | ------ | ------ | ------- | ------ |
| ۱      | لوئیز همیلتون    | انصراف   | ۱      | ۱      | ۱      | ۱       | ۲      | انصراف | ۲      | ۱        | ۳      | ۳        | انصراف | ۱       | ۱       | ۱      | ۱      | ۱      | ۲      | ۱       | ۳۸۴    |
| ۲      | نیکو رزبرگ       | ۱        | ۲      | ۲      | ۲      | ۲       | ۱      | ۲      | ۱      | انصراف   | ۱      | ۴        | ۲      | ۲       | انصراف  | ۲      | ۲      | ۲      | ۱      | ۱۴      | ۳۱۷    |
| ۳      | دنیل ریکاردو     | اخراج    | انصراف | ۴      | ۴      | ۳       | ۳      | ۱      | ۸      | ۳        | ۶      | ۱        | ۱      | ۵       | ۳       | ۴      | ۷      | ۳      | انصراف | ۴       | ۲۳۸    |
| ۴      | والتری بوتاس     | ۵        | ۸      | ۸      | ۷      | ۵       | انصراف | ۷      | ۳      | ۲        | ۲      | ۸        | ۳      | ۴       | ۱۱      | ۶      | ۳      | ۵      | ۱۰     | ۳       | ۱۸۶    |
| ۵      | سباستین فتل      | انصراف   | ۳      | ۶      | ۵      | ۴       | انصراف | ۳      | انصراف | ۵        | ۴      | ۷        | ۵      | ۶       | ۲       | ۳      | ۸      | ۷      | ۵      | ۸       | ۱۶۷    |
| ۶      | فرناندو آلونسو   | ۴        | ۴      | ۹      | ۳      | ۶       | ۴      | ۶      | ۵      | ۶        | ۵      | ۲        | ۷      | انصراف  | ۴       | انصراف | ۶      | ۶      | ۶      | ۹       | ۱۶۱    |
| ۷      | فلیپه ماسا       | انصراف   | ۷      | ۷      | ۱۵     | ۱۳      | ۷      | ۱۲†    | ۴      | انصراف   | انصراف | ۵        | ۱۳     | ۳       | ۵       | ۷      | ۱۱     | ۴      | ۳      | ۲       | ۱۳۴    |
| ۸      | جنسون باتن       | ۳        | ۶      | ۱۷†    | ۱۱     | ۱۱      | ۶      | ۴      | ۱۱     | ۴        | ۸      | ۱۰       | ۶      | ۸       | انصراف  | ۵      | ۴      | ۱۲     | ۴      | ۵       | ۱۲۶    |
| ۹      | نیکو هالکنبرگ    | ۶        | ۵      | ۵      | ۶      | ۱۰      | ۵      | ۵      | ۹      | ۸        | ۷      | انصراف   | ۱۰     | ۱۲      | ۹       | ۸      | ۱۲     | انصراف | ۸      | ۶       | ۹۶     |
| ۱۰     | سرخیو پرز        | ۱۰       | ش.ن.   | ۳      | ۹      | ۹       | انصراف | ۱۱†    | ۶      | ۱۱       | ۱۰     | انصراف   | ۸      | ۷       | ۷       | ۱۰     | ۱۰     | انصراف | ۱۵     | ۷       | ۵۹     |
| ۱۱     | کوین مگنوسن      | ۲        | ۹      | انصراف | ۱۳     | ۱۲      | ۱۰     | ۹      | ۷      | ۷        | ۹      | ۱۲       | ۱۲     | ۱۰      | ۱۰      | ۱۴     | ۵      | ۸      | ۹      | ۱۱      | ۵۵     |
| ۱۲     | کیمی رایکونن     | ۷        | ۱۲     | ۱۰     | ۸      | ۷       | ۱۲     | ۱۰     | ۱۰     | انصراف   | ۱۱     | ۶        | ۴      | ۹       | ۸       | ۱۲     | ۹      | ۱۳     | ۷      | ۱۰      | ۵۵     |
| ۱۳     | ژان‌اریک ورن      | ۸        | انصراف | انصراف | ۱۲     | انصراف  | انصراف | ۸      | انصراف | ۱۰       | ۱۳     | ۹        | ۱۱     | ۱۳      | ۶       | ۹      | ۱۳     | ۱۰     | ۱۳     | ۱۲      | ۲۲     |
| ۱۴     | رومن گروژان      | انصراف   | ۱۱     | ۱۲     | انصراف | ۸       | ۸      | انصراف | ۱۴     | ۱۲       | انصراف | انصراف   | انصراف | ۱۶      | ۱۳      | ۱۵     | ۱۷     | ۱۱     | ۱۷†    | ۱۳      | ۸      |
| ۱۵     | دنیل کویات       | ۹        | ۱۰     | ۱۱     | ۱۰     | ۱۴      | انصراف | انصراف | انصراف | ۹        | انصراف | ۱۴       | ۹      | ۱۱      | ۱۴      | ۱۱     | ۱۴     | ۱۵     | ۱۱     | انصراف  | ۸      |
| ۱۶     | پاستور مالدونادو | انصراف   | انصراف | ۱۴     | ۱۴     | ۱۵      | DNS    | انصراف | ۱۲     | ۱۷†      | ۱۲     | ۱۳       | انصراف | ۱۴      | ۱۲      | ۱۶     | ۱۸     | ۹      | ۱۲     | انصراف  | ۲      |
| ۱۷     | ژول بیانچی       | NC       | انصراف | ۱۶     | ۱۷     | ۱۸      | ۹      | انصراف | ۱۵     | ۱۴       | ۱۵     | ۱۵       | ۱۸†    | ۱۸      | ۱۶      | ۲۰†۱   |        |        |        |         | ۲      |
| ۱۸     | آدریان زوتیل     | ۱۱       | انصراف | انصراف | انصراف | ۱۷      | انصراف | ۱۳     | ۱۳     | ۱۳       | انصراف | ۱۱       | ۱۴     | ۱۵      | انصراف  | ۲۱†    | ۱۶     | انصراف | ۱۶     | ۱۶      | ۰      |
| ۱۹     | مارکوس اریکسون   | انصراف   | ۱۴     | انصراف | ۲۰     | ۲۰      | ۱۱     | انصراف | ۱۸     | انصراف   | ۱۸     | انصراف   | ۱۷     | ۱۹      | ۱۵      | ۱۷     | ۱۹     |        |        |         | ۰      |
| ۲۰     | استبان گوتیرز    | ۱۲       | انصراف | انصراف | ۱۶     | ۱۶      | انصراف | ۱۴†    | ۱۹     | انصراف   | ۱۴     | انصراف   | ۱۵     | ۲۰      | انصراف  | ۱۳     | ۱۵     | ۱۴     | ۱۴     | ۱۵      | ۰      |
| ۲۱     | مکس چیلتون       | ۱۳       | ۱۵     | ۱۳     | ۱۹     | ۱۹      | ۱۴     | انصراف | ۱۷     | ۱۶       | ۱۷     | ۱۶       | ۱۶     | انصراف  | ۱۷      | ۱۸     | انصراف |        |        |         | ۰      |
| ۲۲     | کاموئی کوبایاشی  | انصراف   | ۱۳     | ۱۵     | ۱۸     | انصراف  | ۱۳     | انصراف | ۱۶     | ۱۵       | ۱۶     | انصراف   |        | ۱۷      | ش.ن.    | ۱۹     | انصراف |        |        | انصراف  | ۰      |
| ۲۳     | ویل استیونز      |          |        |        |        |         |        |        |        |          |        |          |        |         |         |        |        |        |        | ۱۷      | ۰      |
| –      | آندره لوترر      |          |        |        |        |         |        |        |        |          |        |          | انصراف |         |         |        |        |        |        |         | ۰      |
| –      | الکساندر روسی    |          |        |        |        |         |        |        |        |          |        |          | WD     |         |         |        | WD     |        |        |         | ۰      |
| جایگاه | راننده           | استرالیا | مالزی  | بحرین  | چین    | اسپانیا | موناکو | کانادا | اتریش  | بریتانیا | آلمان  | مجارستان | بلژیک  | ایتالیا | سنگاپور | ژاپن   | روسیه  | آمریکا | برزیل  | امارات‡ | امتیاز |

پررنگ- خط یک

مورب- بهترین زمان
یادداشت:
- † — راننده علی‌رغم به پایان نرساندن مسابقه، به علت طی کردن بیش از ۹۰٪ مسیر، در رده‌بندی قرار گرفت.
- ‡ — امتیاز جایزه بزرگ ابوظبی دو برابر در نظر گرفته شد.
- ۱ — ژول بیانچی در یک سانحه در جایزه بزرگ ژاپن به شدت مصدوم شد و در ۱۷ ژوئیه ۲۰۱۵ درگذشت.